# Aeropuerto de Yuzhno-Sajalinsk
El Aeropuerto de Yuzhno-Sajalinsk (del ruso: Аэропорт Южно-Сахалинск), (IATA: UUS, OACI: UHSS) es un aeropuerto de la ciudad de Yuzhno-Sajalinsk, en la isla de Sajalín, Rusia. El aeropuerto fue construido en 1945 como un aeropuerto militar. Con una pista de hormigón de 3.400 m, una terminal de pasajeros con vuelos de cabotaje e internacionales, dos terminales de carga y capacidad para 16 aeronaves, el Aeropuerto de Yuzhno-Sajalinsk es el más grande e importante del Óblast de Sajalín.

## Aerolíneas y destinos

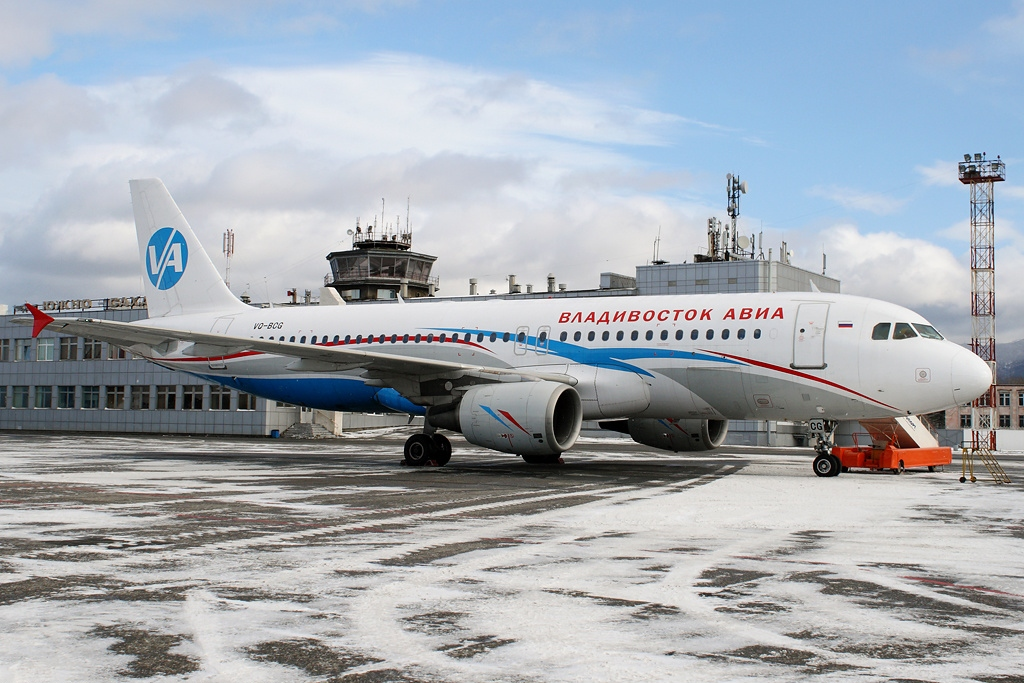
Airbus A320-214 Vladivostok Air en el Aeropuerto.

| Aerolíneas                  | Destinos |
| --------------------------- | --- |
| Aeroflot                    | Moscú-Sheremetyevo, Petropavlovsk-Kamchatsky |
| Aeroflot operado por Aurora | Iturup, Harbin, Jabárovsk, Kurilsk, Okha, Sapporo-New Chitose, Shakhtyorsk, Seúl-Incheon, Vladivostok, Yuzhno-Kurilsk, Petropavlovsk, Vlagoveshchensk Charter: Tokio-Narita |
| Asiana Airlines             | Seúl-Incheon |
| Nordwind Airlines           | Charter: Bangkok-Suvarnabhumi, Nha Trang |
| Orenair                     | Charter: Guam |
| S7 Airlines                 | Jabárovsk, Novosibirsk, Vladivostok |
| Transaero Airlines          | Moscú-Domodedovo Temporal: San Petersburgo |

### Cargo
| Aerolíneas  | Destinos     |
| ----------- | ------------ |
| Air Incheon | Seúl-Incheon |